# Bagassa
Genre
Bagassa est un genre de plantes à fleurs de la famille des Moraceae.

## Protologue
En 1775, le botaniste Aublet propose le protologue suivant : 
« BAGASSA. (Tabula 376.)
CAL. . . .}
COR. . . .}
STAM. . . .}> Deſiderantur. 
PIST. . . .} 
PER. Bacca edulis, flaveſcens, ſphærica, cortice granulato, carne internâ durâ, exteriori pulpoſâ, ſucculentâ, intrà quam ſemina plurima nidulantur. 

SEM. ovata, acuminata. »
— Fusée-Aublet, 1775.

## Liste d'espèces
Selon NCBI (28 décembre 2013) :
- Bagassa guianensis

Selon The Plant List (28 décembre 2013) :
- Bagassa guianensis Aubl.

Selon Tropicos (28 décembre 2013) (Attention liste brute contenant possiblement des synonymes) :
- Bagassa guianensis Aubl.
- Bagassa sagotiana Bureau ex Benth. & Hook. f.
- Bagassa tiliifolia (Gaudich.) Benoist